# Южная Георгия
Южная Георгия (англ. South Georgia, исп. Isla Georgias del Sur) — крупный (площадь суши — 3528 км², всего — 4100 км²) субантарктический остров в южной Атлантике, является крупнейшим в одноимённом архипелаге. Административно является частью заморской территории Великобритании Южная Георгия и Южные Сандвичевы Острова (то есть принадлежат Великобритании, но не являются её частью).
Южная Георгия и Южные Сандвичевы острова управляются с Фолклендских островов, хотя и считаются отдельной территорией; губернатор Фолклендских островов одновременно является комиссаром Южной Георгии и Южных Сандвичевых островов.

## Общие сведения
Южная Георгия — скалистый остров вулканического происхождения, покрыт тундрой и океаническими лугами, в горах — вечные ледники. Высшая точка — Пейджет (2935 м). Побережье изрезано. На берегах — огромные популяции тюленей и пингвинов. Климат — субантарктический, среднемесячная температура — от −1,5 °C в июле-августе до + 5,3 °C в феврале. Осадков выпадает 1400—1500 мм в год, равномерно в течение года. Постоянны сильные ветра, погода в основном пасмурная. Геологически остров с Южными Сандвичевыми, Южными Шетландскими, Южными Оркнейскими островами и группами скал относятся к Южно-Антильскому хребту.
Острова и скалы архипелага Южная Георгия:
| №       | Остров/Скала (русск.) | Остров/Скала (англ.) | Площадь, км² | Наивысшая точка, м  | Координаты                |
| ------- | --------------------- | -------------------- | ------------ | ------------------- | ------------------------- |
| Острова |                       |                      |              |                     |                           |
| 1       | Анненкова             | Annenkov Island      | 14,93        | 650                 | 54°29′ ю. ш. 37°05′ з. д. |
| 2       | Бёрд                  | Bird Island          | 3,9          | Пик Рочер (365)     | 54°00′ ю. ш. 38°03′ з. д. |
| 3       | Острова Велком        | Welcome Islands      |              | 88                  | 53°58′ ю. ш. 37°29′ з. д. |
| 4       | Грасс                 | Grass Island         | 0,26         | 5                   | 54°09′ ю. ш. 36°40′ з. д. |
| 5       | Купер                 | Cooper Island        | 3,0          | 416                 | 54°48′ ю. ш. 35°47′ з. д. |
| 6       | Острова Пикерсгил     | Pickersgill Islands  |              |                     | 54°37′ ю. ш. 36°45′ з. д. |
| 7       | Тринити               | Trinity Island       |              |                     | 54°00′ ю. ш. 38°10′ з. д. |
| 8       | Острова Уиллис        | Willis Islands       |              |                     | 54°00′ ю. ш. 38°11′ з. д. |
| 9       | Южная Георгия         | South Georgia        | 3528         | Гора Пейджет (2934) | 54°15′ ю. ш. 36°45′ з. д. |
| Скалы   |                       |                      |              |                     |                           |
| 10      | Скалы Блек            | Black Rocks          |              |                     | 54°08′ ю. ш. 36°38′ з. д. |
| 11      | Скала Блек            | Black Rock           |              |                     | 53°39′ ю. ш. 41°48′ з. д. |
| 12      | Скалы Клерк           | Clerke Rocks         |              |                     | 55°01′ ю. ш. 34°41′ з. д. |
| 13      | Скалы Шаг             | Shag Rocks           | 0,2          | 75                  | 53°38′ ю. ш. 41°48′ з. д. |

В начале XX века на остров были завезены северные олени, которые одичали и размножились, угрожая экосистеме острова в отсутствие хищников и выедая под корень тундровую растительность, и Великобритания обратилась в 2012 году к норвежским специалистам за помощью в отстреле трех тысяч одичавших северных оленей.

## История

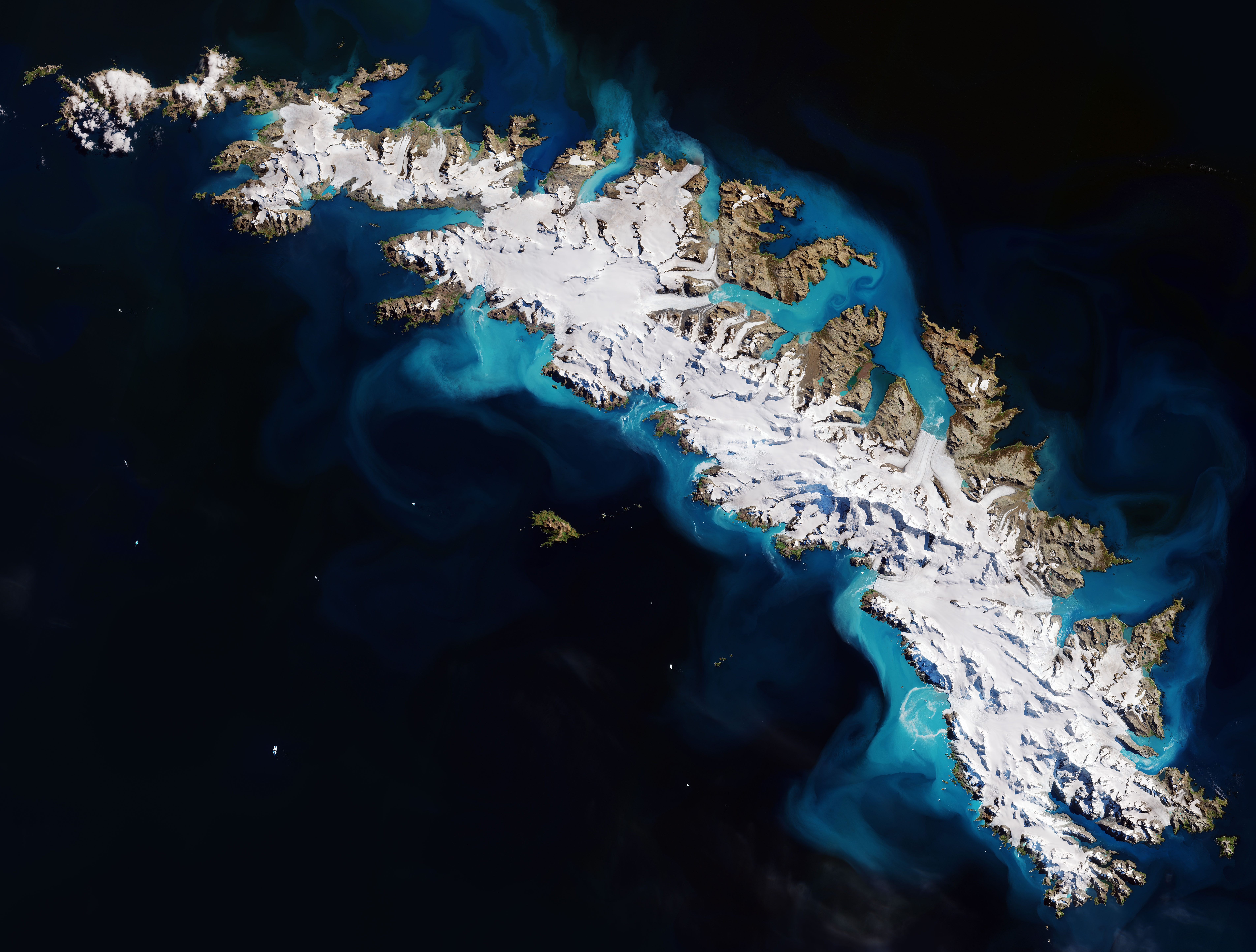
Остров Южная Георгия

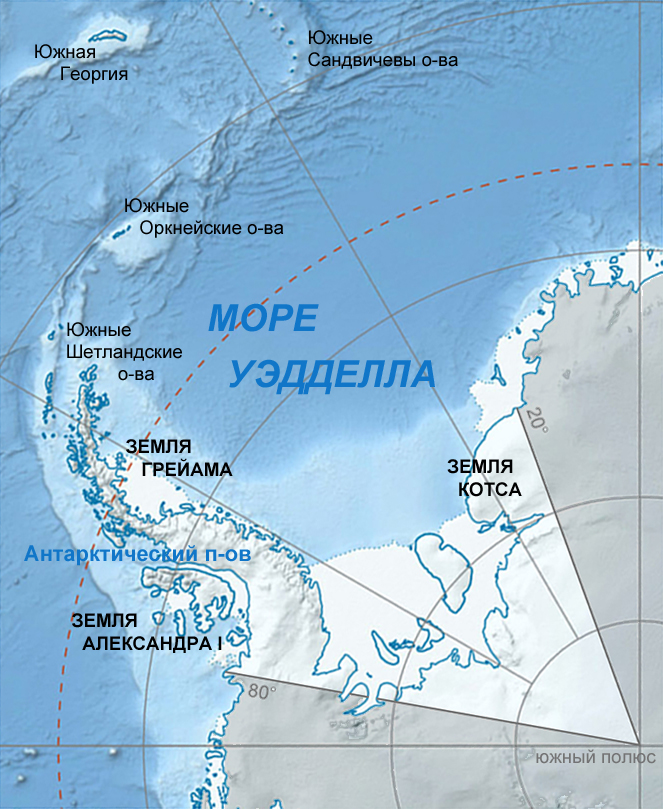
Южная Георгия как одна из британских Зависимых территорий Фолклендских островов

Остров был открыт английским торговцем Антони де ла Роше в 1675 году. Впервые исследован и картографирован знаменитым мореплавателем Джеймсом Куком в 1775 году, который объявил его британским владением и назвал в честь короля. Юго-западное побережье обследовано экспедицией Беллинсгаузена и Лазарева (остров Анненкова, мыс Порядина и др.).
В XVIII и XIX веках на острове работали британские и американские охотники на тюленей и китобои, они основали несколько поселений.
На остров, как и на Фолкленды и Южные Сандвичевы острова, претендует Аргентина, чья метеорологическая станция работала здесь в 1905—1950 гг. Во время Фолклендского конфликта остров был захвачен аргентинскими военными 3 апреля 1982 года (Операция «Георгиас»). Однако уже 25 апреля британские ВС в ходе операции «Параквейт» восстановили контроль над островом.

## Население
В настоящее время лишь в Грютвикене постоянно проживает 23 человека, также работают научные станции, как сезонные, так и круглогодичные. Летом количество работающих возрастает до 50 человек, не считая кратких экспедиций. В 1982—2001 гг. на острове располагался военный гарнизон.

## Культура и экономика
Бывшие китобойные базы реставрируются в качестве туристических достопримечательностей, в Грютвикене работает музей Южной Георгии. На острове похоронен Эрнест Шеклтон.
Существуют марки и монеты с символикой Южной Георгии.

## Галерея

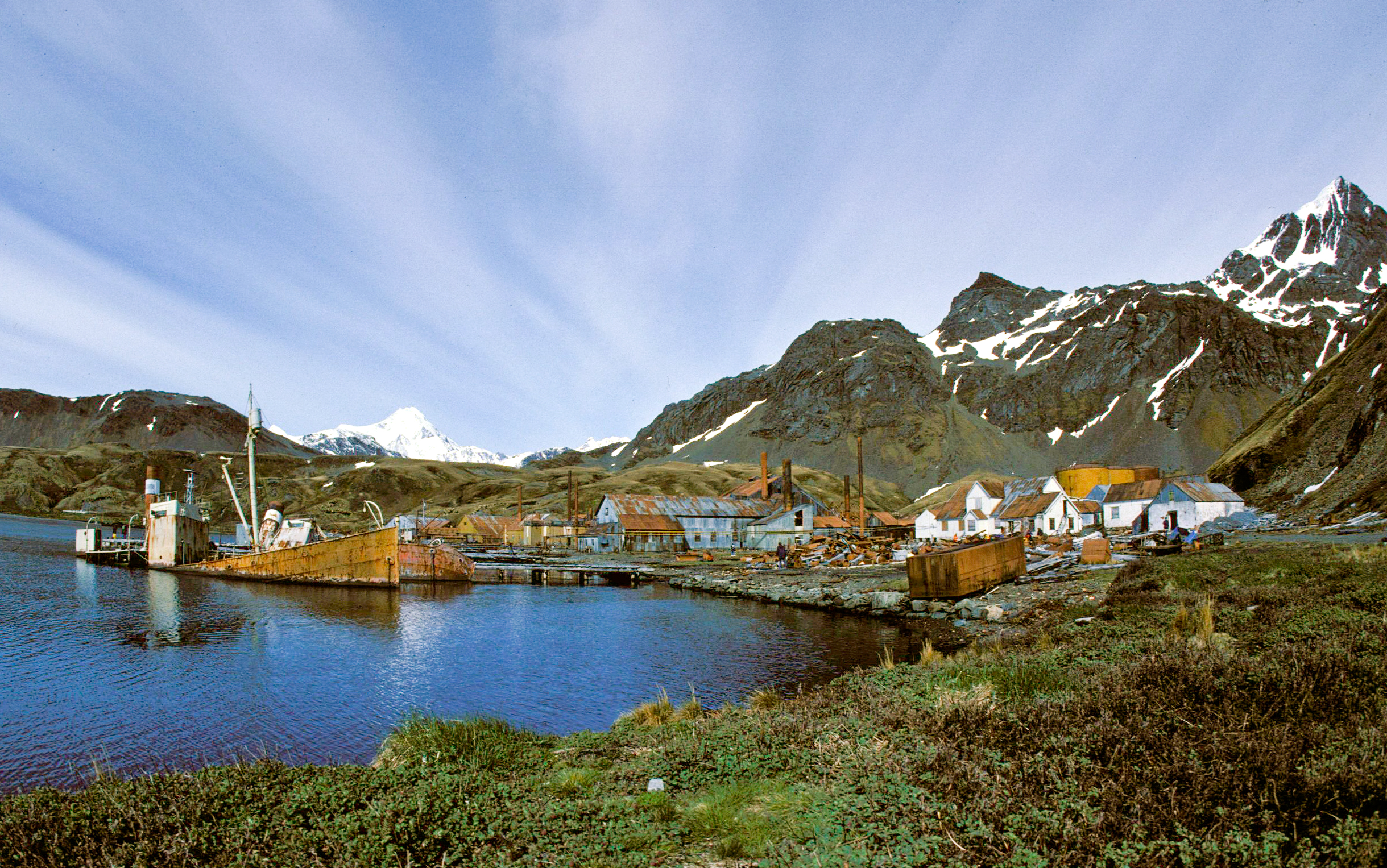
Китобойная станция в Грютвикене
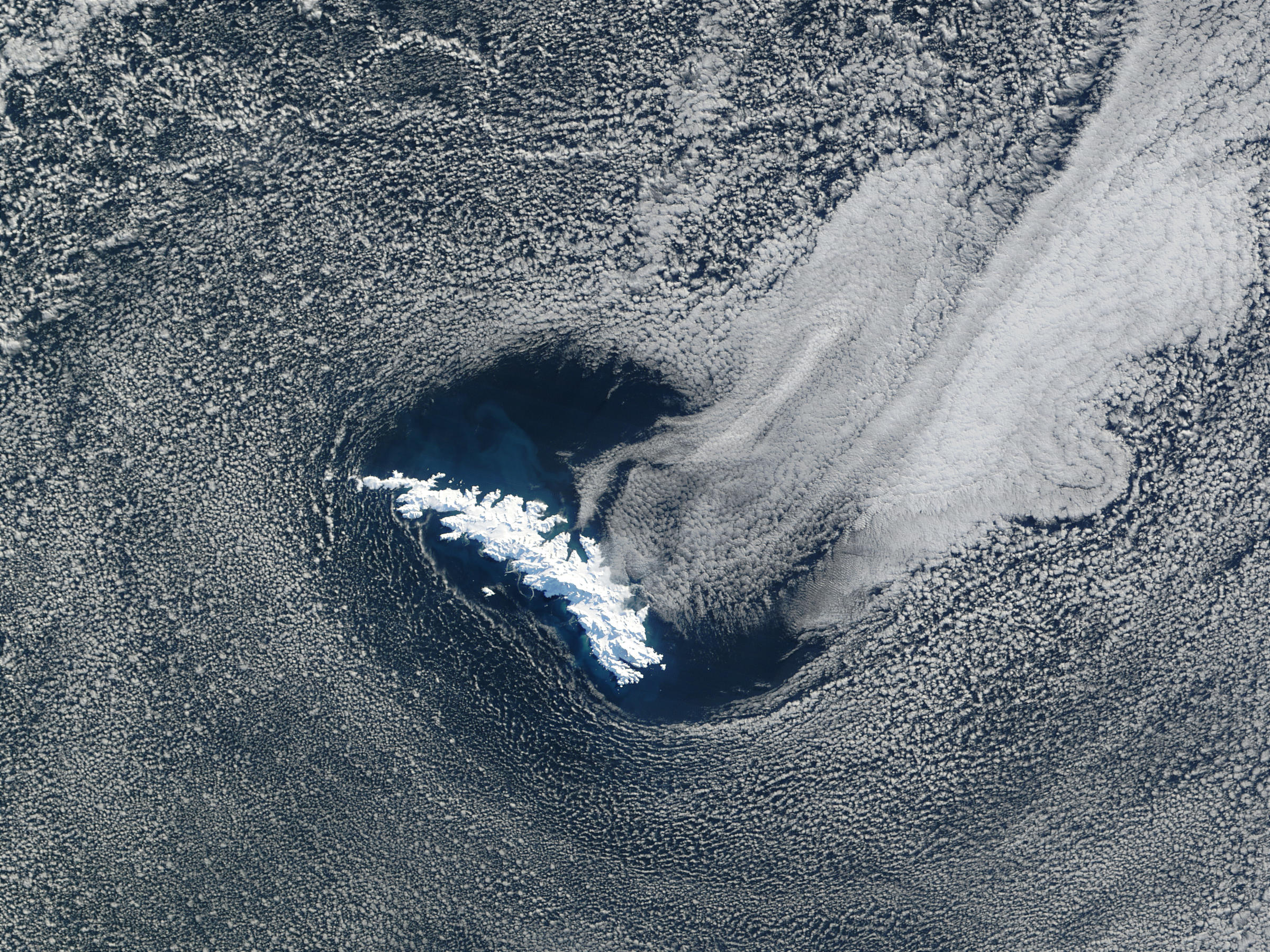
Южная Георгия — вид из космоса. Снимок NASA.
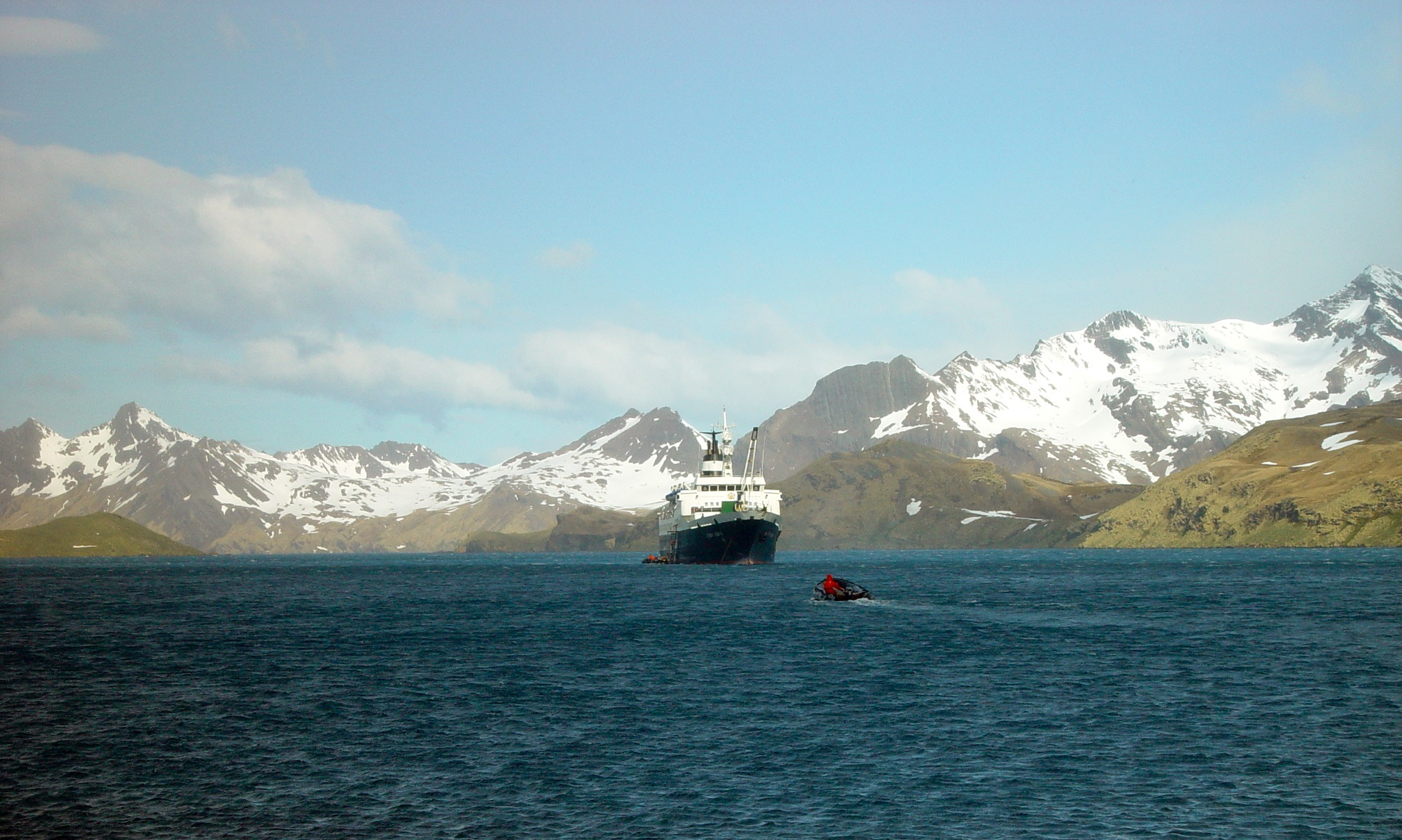
Бухта Стрёмнесс
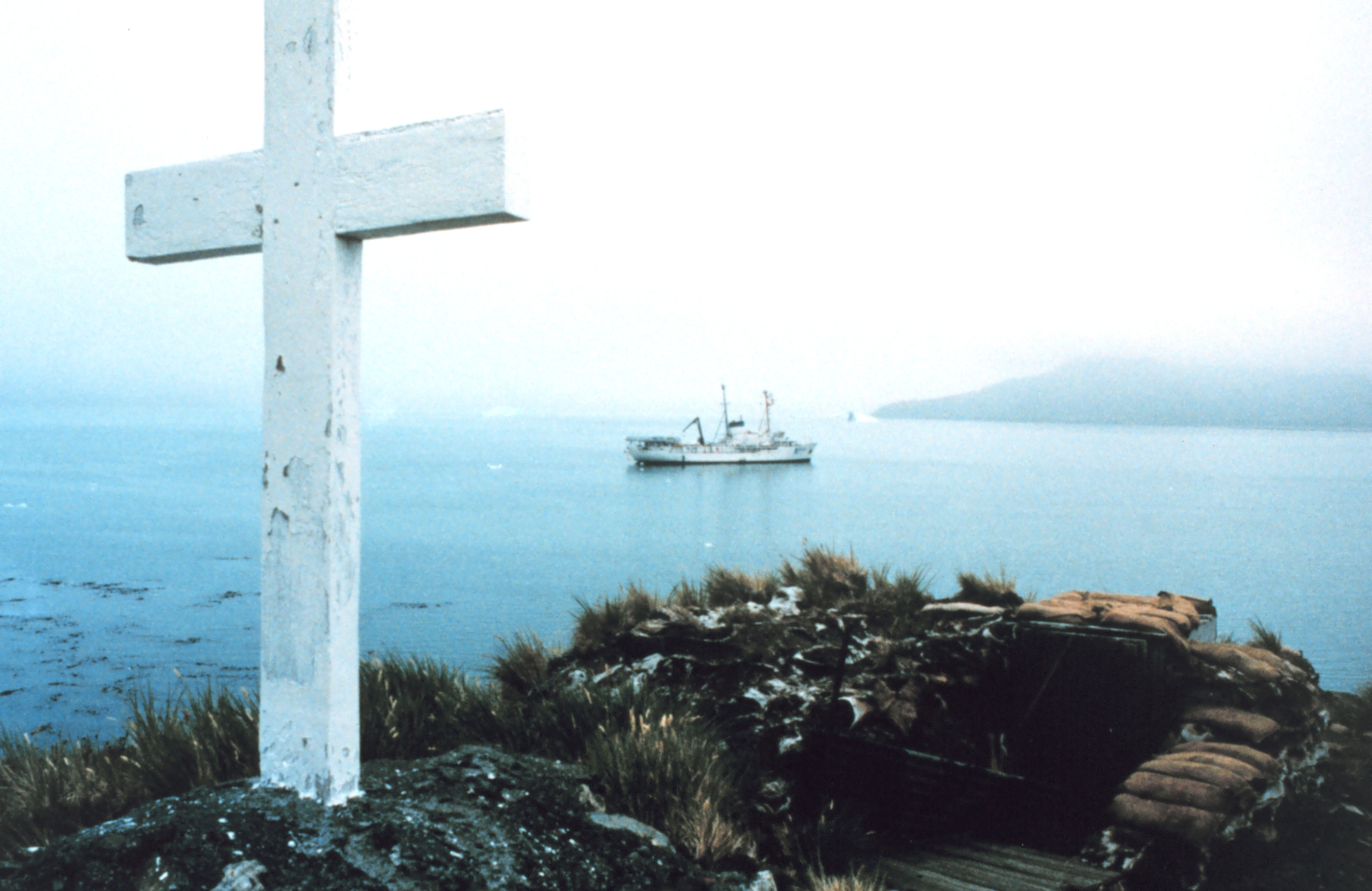
Могила Эрнеста Шеклтона
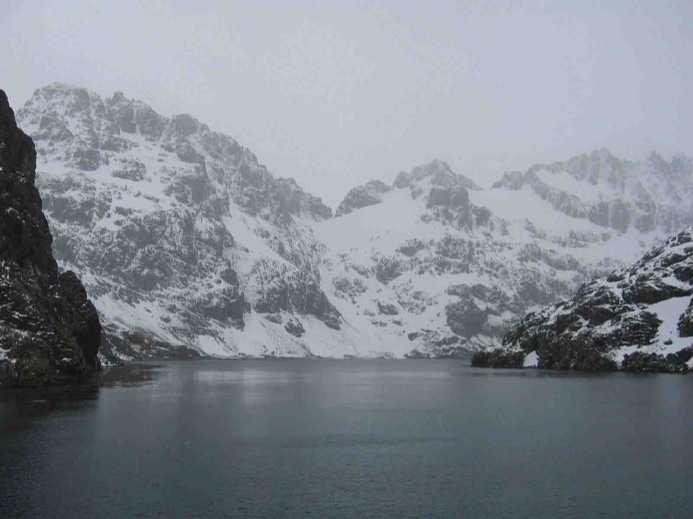
Фьорд Дригальского
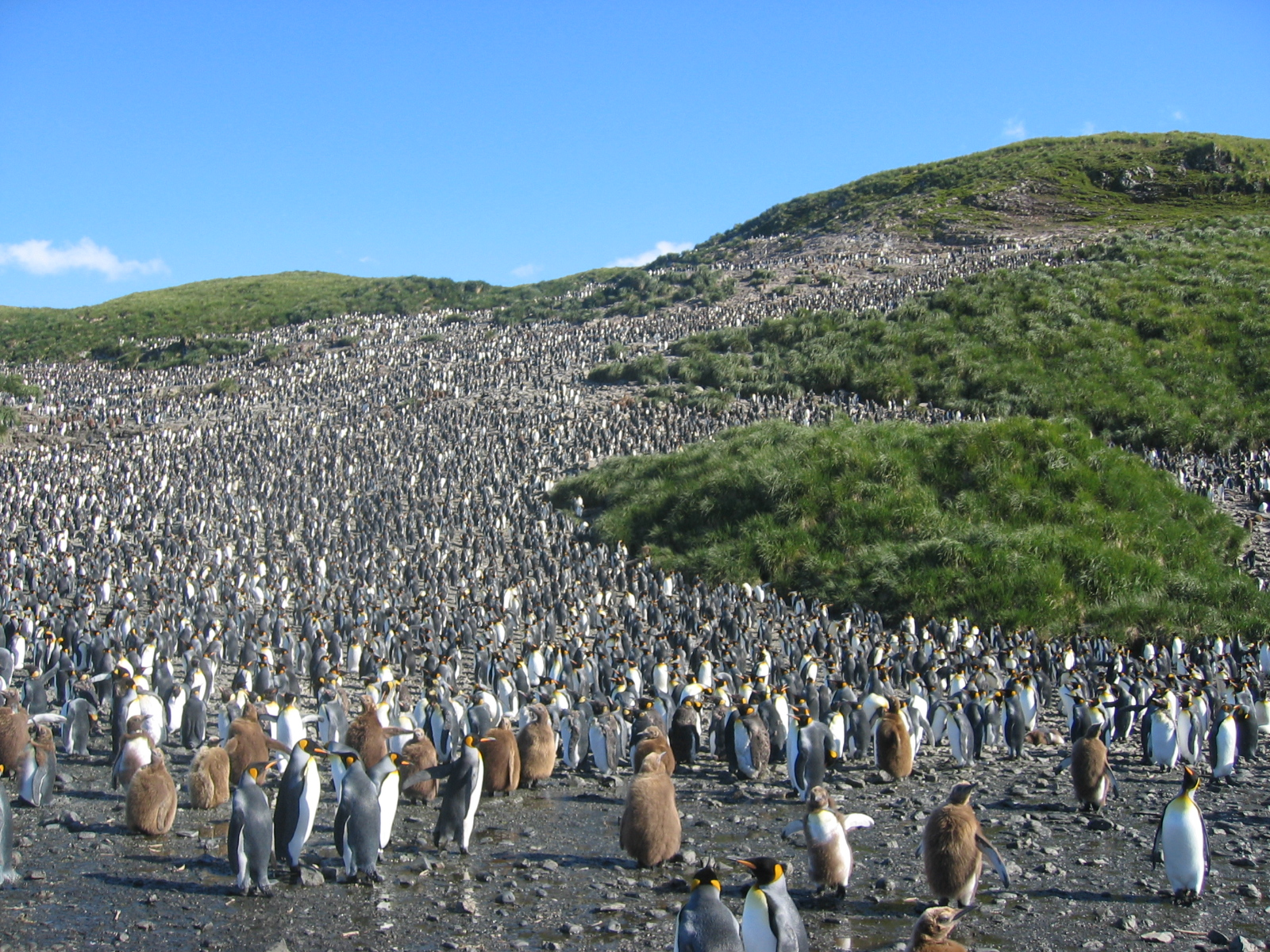
Колония королевских пингвинов
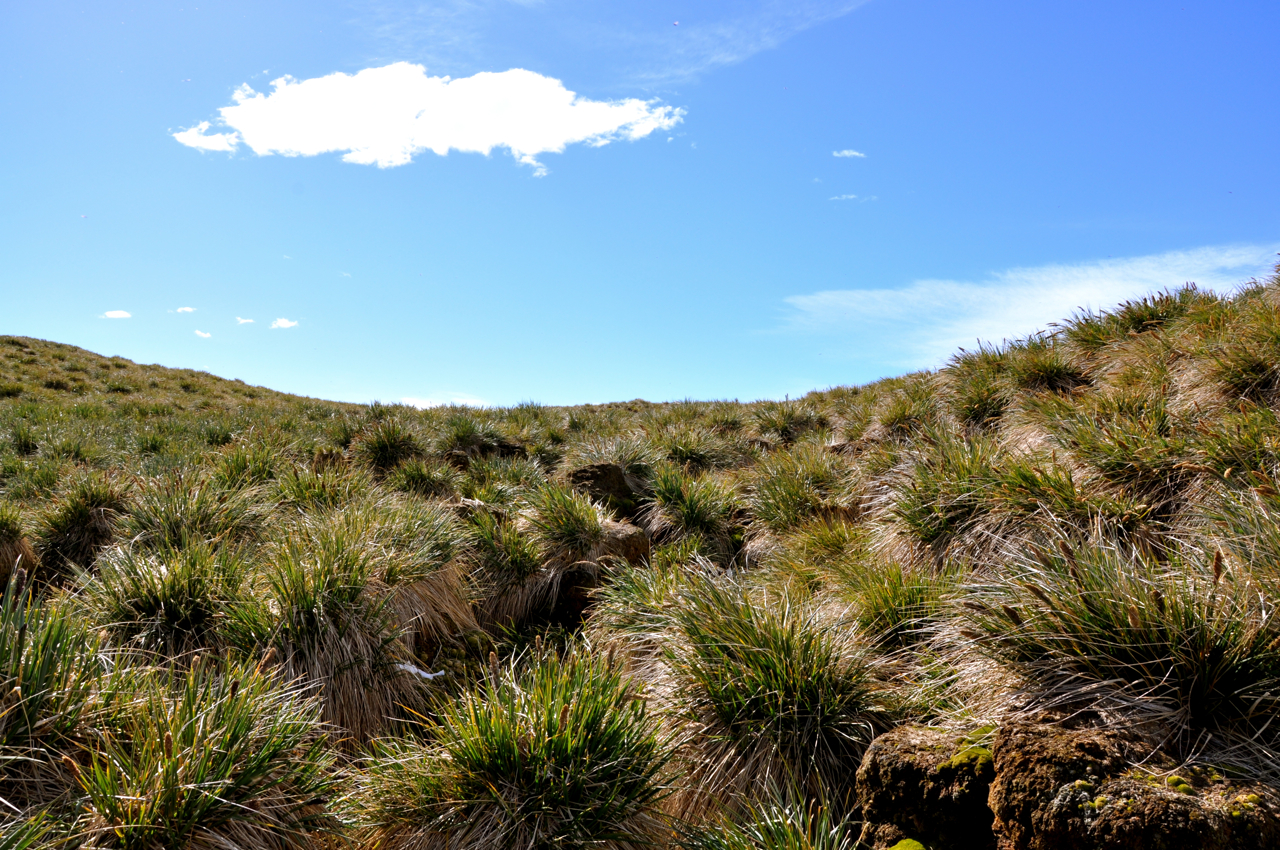
Заросли Мятлика вееровидного